# Marcela N. Rodríguez de Sarmiento
Marcela N. Rodríguez de Sarmiento (1940 ) es una brióloga y taxónoma argentina.
En 1962 obtiene su licenciatura en Botánica en la Universidad Nacional de Tucumán, y el doctorado en 1966.
Ha desarrollado actividad científica en el "Departamento de Botánica", de la Universidad Nacional de Tucumán, en taxonomía de plantas nativas americanas.

## Algunas publicaciones
- María m. Schiavone, m.n. Rodríguez de Sarmiento. 1985. «Contribución al conocimiento de los musgos de la Argentina, I. Género Ephemerum Hamp.» Lilloa 36 (2)

- a.m.f. de Fernández, marcela n.r. de Sarmiento. 1973. Contribución al conocimiento del género Stachys en la Provincia de Tucumán con especial referencia a su taxonomía. Lilloa, 33 (10): 175-204

### Capítulos de libros
- e. 1993.

## Honores
Miembro de
- Sociedad Latinoamericana de Briología[4]

- La abreviatura «Sarmiento» se emplea para indicar a Marcela N. Rodríguez de Sarmiento como autoridad en la descripción y clasificación científica de los vegetales.[5]